# إيلينا إسبينوزا
إيلينا إسبينوزا (من مواليد 21 مارس 1960 أورينسي) سياسية إسبانية من حزب العمال الاشتراكي الإسباني. كانت وزيرة البيئة الإسبانية حتى 20 أكتوبر 2010 عندما حلت محلها روزا أغيلار. وهي تمثل حاليًا أورينسي في الكونجرس الإسباني.
شغلت سابقًا منصب وزيرة الزراعة والصيد البحري قبل دمج هذه الوزارة مع وزارة البيئة، وكانت من أشد المؤيدين لإدخال الأغذية المعدلة وراثيًا في إسبانيا.
في 4 مارس 2012 قدمت ترشيحها إلى الأمانة العامة للحزب الجاليكي الاشتراكي في المؤتمر الثاني عشر الذي عقد بين 9 و11 مارس ، لكنها لم تتمكن من التغلب على منافستها باتشي فازكيز. بعد ذلك بوقت قصير تركت السياسة وانضمت إلى شركتها السابقة كمساعدة لرئيس مجموعة رودمان.